# Giuseppe Fraccaroli
Giuseppe Fraccaroli, né le 5 mai 1849 à Vérone et mort le 23 septembre 1918 à Milan, est un philologue et helléniste italien.

## Biographie
Giuseppe Fraccaroli poursuit ses études à Padoue, où il est élève de Giacomo Zanella et surtout d'Eugenio Ferrai ; après un passage à Palerme (1887-1889) et à Messine (1889-1895), il est appelé à Turin en 1895 pour enseigner à la chaire de littérature grecque, occupée précédemment par Giuseppe Müller. Le 23 septembre 1895, il épouse Isabella Rezzonico, fille d'un officier de l'armée autrichienne et enseignante à Naples. Après seulement trois années de mariage, le couple se sépare et un long processus judiciaire, parsemé de propos diffamatoires, débouche sur la séparation (le divorce civil n'existe pas à cette époque en Italie).
Après Turin, Giuseppe Fraccaroli passe plusieurs années à Milan, jusqu'à ce qu'il accepte à la fin de sa vie en 1915 un poste d'enseignant à l'université de Pavie. Il meurt trois ans plus tard, renversé par une charrette. Parmi ses élèves, l'on peut distinguer Angelo Taccone, Ettore Bignone ou encore Paolo Ubaldi, ainsi que brièvement à Pavie Giacomo Devoto.
Doté d'un caractère particulièrement vif, Fraccaroli fut fréquemment au cœur de polémiques acerbes au sujet du sens et de la méthode des études de lettres classiques.
Carlo Oreste Zuretti, son élève, remarque qu'il avait « le culte des études et surtout de la littérature grecque, avec une âme fervente d'artiste, ainsi que le portaient les tendances de son esprit, les traditions familiales et les énergies de sa Vérone natale». En fait, il approfondissait l'étude des auteurs grecs, mais sans trop attacher d'importance aux aspects techniques (métrique, langue, critique textuelle, etc.), et avec un regard plutôt porté vers les valeurs esthétiques de l'œuvre en question. Sa sensibilité était surtout marquée par les poètes grecs archaïques, en particulier Pindare.
Cette approche méthodologique mettait Fraccaroli en opposition directe avec l'école florentine, dirigée alors par son contemporain Girolamo Vitelli qui mettait à l'honneur la rigueur scientifique de l'école allemande. La polémique débute lorsque Fraccaroli prend le prétexte d'une traduction de Bacchylide effectuée par Nicola Festa (élève de Vitelli) pour un concours universitaire, qu'il descend en flammes. Il publie un pamphlet intitulé Come si fa un'edizione di Bacchilide, qui vise plus Vitelli que son disciple. Vitelli répond avec un libelle Il signor Giuseppe Fraccaroli e i recenti concorsi universitari di Letteratura greca où il attaque Fraccaroli qui préférait la traduction de Zuretti. La dernière attaque du professeur milanais a pour titre Il metodo critico del Prof. Girolamo Vitelli.
De même, Ettore Romagnoli lance une polémique similaire, sur fond de germanophobie grandissante. En 1903, Fraccaroli publie une étude où il expose avec cohérence son interprétation esthétique et antiscientifique, L'irrazionale nella letteratura. Les cercles cultivés discutent aussi de la proximité de l'œuvre de Fraccaroli avec l'Esthétique de Benedetto Croce, mais la faiblesse théorique ne peut soutenir le débat.
Par la suite le chauvinisme italien, juste avant et pendant la Première Guerre mondiale, provoque de vifs débats contre les universitaires allemands et leurs méthodes. Romagnoli fait paraître en 1917 Minerva e lo Scimmione qui fait écho aux thèses de Fraccaroli, mais de manière encore plus violente. Fraccaroli a encore le temps de publier L'educazione nazionale, ouvrage dans lequel il suggère d'éliminer les méthodes critiques dans l'enseignement de la philologie.

## Œuvres
- Le Odi di Pindaro, Vérone, 1894.
- L'irrazionale nella letteratura, Turin, 1903.
- L'irrazionale nell'Iliade, «Rivista di Filologia e di Istruzione Classica» 32, 1904, p. 41–57.
- L'irrazionale e la critica omerica, «Rivista di Filologia e di Istruzione Classica» 33, 1905, p. 273–291.
- I lirici greci (elegia e giambo), Milan-Rome, 1910.
- Platone. Il Sofista e l'uomo politico, Milan-Rome, 1911.
- Critica filologica e critica filosofica a proposito di Pindaro, «Cronache letterarie» 2, 18 septembre 1911.
- Arte e filologia, «Cronache letterarie» 2, 21 mai 1911.
- Umanesimo e filologia, «Cronache letterarie» 2, 30 juillet 1911.
- La storia nella vita e nella scuola, «Nuova Rivista Storica» I, 1917, p. 4–20.
- L'educazione nazionale, Bologne, 1918.
- Filologia e letteratura, «Nuova Rivista Storica» II, 1918, p. 5–28.
- Il Teatro greco, «Nuova Rivista Storica» III, 1919, p. 468–470.

## Source
- (it) Cet article est partiellement ou en totalité issu de l’article de Wikipédia en italien intitulé « Giuseppe Fraccaroli » (voir la liste des auteurs).